# Hypanthidioides ornata
Hypanthidioides ornata är en biart som först beskrevs av Urban 1997.  Hypanthidioides ornata ingår i släktet Hypanthidioides och familjen buksamlarbin. Inga underarter finns listade i Catalogue of Life.